# 芙拉
芙拉（ 或 ），在北歐神話中，她是弗麗嘉（Frigg）女神的侍女，她的出身來源則不可考。
她是弗麗嘉的代步者，也是她的密使，另外她也經常獻計給弗麗嘉，是最得弗麗嘉信任與寵愛的侍女。
她的形象是長髮披肩，頭部和頸部皆套有金環，手上捧著裝有弗麗嘉寶物的寶盒。